# Vojna mornarica
Vojaška mornarica (VM; tudi vojna mornarica, pomorske sile) je sestavna, samostojna veja oboroženih sil.
Vojaška mornarica je namenjena pomorskemu bojevanju, izvajanju vojaških nalog na celinskih vodah (rekah in jezerih) in obrambi obalnega pasu.

## Delitev VM
Klasična razdelitev VM:
- gladinska vojaška plovila,
- podmorniška flota,
- vojno letalstvo vojne mornarice,
- obalna obramba
- mornariška pehota in
- specialne sile (npr. SEAL).